# Dhorani Corona
La Dhorani Corona è una struttura geologica della superficie di Venere.